# Manoir de Grabau
Le manoir du domaine de Grabau (Gut Grabau) se trouve à Grabau dans le Schleswig-Holstein en Allemagne septentrionale (arrondissement de Stormarn). Le domaine a été constitué en 1806 et divisé au cours du XXe siècle. Le manoir lui-même date de 1908. Il est construit en style éclectique, mélangeant différents styles, de la Renaissance au gothique et au Jugendstil en passant par le romantique.

## Histoire
Le domaine se trouve dans les anciennes terres de la famille Hummersbüttel, propriétaire au Moyen Âge, passées ensuite à la famille Buchwaldt, jusqu'au XVIIIe siècle. Il constituait une partie du domaine de Borstel à partir du XVIe siècle. Les terres changent de propriétaires au long du XIXe siècle, dont la famille Jenisch et entre 1861 et 1906 la famille Wehber, lorsque le négociant Gustav Lahusen (1854-1939) les achète et fait construire le manoir actuel, tandis que l'exploitation agricole devient avant tout une exploitation laitière.
Le manoir est vendu en 1936 à la Wehrmacht et les étables sont transformées en écuries pour les chevaux des soldats. Pendant la Seconde Guerre mondiale des prisonniers soviétiques y sont enfermés, puis le manoir accueille des centaines de réfugiés de la province de Prusse-Orientale.
C'est un foyer pour la jeunesse dans les années 1950 et 1960, puis il est vendu à la famille von Kameke en 1967 qui y installe un élevage de chevaux. Le domaine est vendu à un investisseur en 1985 qui le revend en 1997. Le manoir est vide actuellement, le nouveau propriétaire ne s'étant pas décidé aux transformations nécessaires pour ses projets. Il a été loué pour des tournages de films en attendant.
Une chapelle néogothique a été construite en 1923 dans le parc pour abriter la dépouille de la fille de Gustav Lahusen, morte prématurément. La chapelle a été décorée par Stanislaus Cauer et nécessite un sérieuse restauration.

## Source
- (de) Cet article est partiellement ou en totalité issu de l’article de Wikipédia en allemand intitulé « Gut Grabau » (voir la liste des auteurs).